# Piotr Kasprzak

Prof. Piotr Kasprzak (2023)

Piotr Mirosław Kasprzak (ur. 5 maja 1951 w Łodzi) – polski chirurg naczyniowy, profesor nauk medycznych, doktor honoris causa trzech uczelni medycznych w Polsce.

## Życiorys
Jest synem Mirosława i Krystyny z domu Piotrowicz. Wychowywał się w Łodzi, gdzie ukończył III Liceum Ogólnokształcące im. T. Kościuszki w Łodzi (1964–1968). W 1974r ukończył studia na Wydziale Lekarskim Akademii Medycznej w Łodzi. Po uzyskaniu dyplomu lekarza, w latach 1975–1984 pracował po odbyciu stażu podyplomowego jako asystent w Oddziale Chirurgii Klatki Piersiowej Specjalistycznego ZOZ Gruźlicy i Chorób Płuc w Tuszynie k/Łodzi. W latach 1980–1982 odbył dwuletni staż specjalistyczny w chirurgii naczyniowej w szpitalu Wiedeń-Lainz. W latach 1984–1995 po uzyskaniu specjalizacji I i II stopnia z chirurgii w Polsce, a także chirurgii ogólnej i chirurgii naczyniowej w Bawarii (Niemcy) pracował jako zastępca ordynatora Prof. Dietera Raithel’a w Oddziale Chirurgii Naczyniowej Kliniki w Norymberdze. Już jako student brał intensywny udział w badaniach naukowych. Prace te kontynuował w Wiedniu i Norymberdze, co zaowocowało napisaniem pracy doktorskiej porównującej dwie metody operacji zwężenia tętnicy szyjnej pt. Technika wynicowania vs. klasyczna endarteriektomia tętnicy szyjnej; wyniki prospektywnego badania porównawczego i uzyskaniem stopnia doktora medycyny nadanego przez Uniwersytet w Erlangen 29 marca 1996 roku.
Od 1995 roku pracował początkowo jako kierownik Chirurgii Naczyniowej Kliniki i Polikliniki Chirurgii, w latach 2015–2017 jako kierownik samodzielnego Oddziału Chirurgii Naczyniowej, a obecnie jako starszy specjalista tego oddziału, na Uniwersytecie w Ratyzbonie (Niemcy). Na podstawie rozprawy habilitacyjnej pt. Kliniczne i eksperymentalne podejścia w terapii arteriosklerotycznych procesów niedrożności światła tętnic nadaortalnych Rada Wydziału Lekarskiego Uniwersytetu w Ratyzbonie, na posiedzeniu w dniu 18 kwietnia 2013 roku, zatwierdziła habilitację dr n. med. Piotra Kasprzaka w dyscyplinie: medycyna, specjalności: chirurgia oraz nadała tytuł docenta nieetatowego.
W dniu 19 listopada 2014 roku kandydatowi na podstawie działalności naukowej i dydaktycznej został nadany tytuł profesora nadzwyczajnego na Uniwersytecie w Ratyzbonie.
W 1977 roku uzyskał specjalizację I stopnia, a w 1982 II stopnia w zakresie chirurgii w Polsce. W 1985 roku uzyskał specjalizację z chirurgii, a w 1986 zdał egzamin z chirurgii naczyniowej w Bawarskiej Izbie Lekarskiej w Monachium. W 2012 roku uzyskał kwalifikację chirurga endowaskularnego i specjalisty leczenia wewnątrznaczyniowego Niemieckiego Towarzystwa Chirurgii Naczyniowej.
W latach 2011–2017 był członkiem Komitetu Wykonawczego i skarbnikiem europejskiego towarzystwa ESCVS (European Society for Cardiovascular and Endovascular Surgery), a także zorganizował w roku 2013 kongres w Ratyzbonie.
11 maja 2020 uzyskał tytuł profesora nauk medycznych i nauk o zdrowiu.
Trzykrotnie uhonorowany doktorem honoris causa:
- Warszawskiego Uniwersytetu Medycznego[4] (18 czerwca 2019)
- Uniwersytetu Medycznego im. Karola Marcinkowskiego w Poznaniu[5] (24 września 2019)
- Uniwersytetu Medycznego im. Piastów Śląskich we Wrocławiu[6] (4 października 2023)

## Osiągnięcia naukowe
Zainteresowanie pracami naukowymi wykazał już w czasie studiów biorąc udział z jednej strony w badaniach przesiewowych częstotliwości występowania żylaków kończyn dolnych wśród ludności wiejskiej, a z drugiej strony badaniami w pracowni doświadczalnej nad rolą paratopowego przeszczepu serca dla odciążenia lewej komory.
Wiodącym kierunkiem pracy naukowo-badawczej po rozpoczęciu pracy była tematyka związana z przewlekłymi zmianami miażdżycowymi oraz zastosowaniem różnych metod leczenia, a w przebiegu pracy z wzrastającą rolą leczenia wewnątrznaczyniowego. Ważną rolę odegrał w tym dwuletni pobyt szkoleniowy w Wiedniu z możliwościami wielospecjalistycznego podejścia do badanych tematów.
Publikacje naukowe z tego okresu opisywały zastosowanie nowego cewnika do poszerzania zwężonych tętnic, wybiórczego podawania leku fibrynolitycznego przez cewnik w ostrym zatorze tętnicy płucnej, a także połączenie leczenia fibrynolitycznego i chirurgicznego usunięcia pierwszego żebra w ostrej zakrzepicy żylnej spowodowanej zespołem uciskowym (TOS).
Przed uzyskaniem stopnia doktora nauk medycznych, pracując w latach 1984–1995 w Oddziale, a później Klinice Chirurgii Naczyniowej w Norymberdze, rozwinął swoje zainteresowania w dziedzinie nowoczesnych technik chirurgii naczyniowej zmian miażdżycowych tętnic nadaortalnych, a przede wszystkim tętnic szyjnych, do których należały: metoda wynicowania (eversion technique) w leczeniu zwężeń tętnicy szyjnej wewnętrznej śródoperacyjna angioskopia w kontroli wyniku leczenia operacyjnego zwężeń tętnicy szyjnej wewnętrznej badania doświadczalne dla oceny elastyczności tętnic po zabiegach rekonstrukcyjnych tętnic szyjnych wykonywanych różnymi metodami (szew prosty, łatka żylna, łatki z tworzyw sztucznych, metoda ewersyjna) przy użyciu techniki dopplerowskiej.
Od 1995 roku, po objęciu kierownictwa Chirurgii Naczyniowej, Kliniki i Polikliniki Chirurgii Kliniki Uniwersyteckiej w Ratyzbonie, zajmował się ewaluacją wyników leczenia powikłań miażdżycy zarówno metodami zachowawczymi, wewnątrznaczyniowymi jak i przy zastosowaniu technik otwartej chirurgii naczyniowej przeprowadzając liczne badania retrospektywne, prospektywne i porównawcze. Brał aktywny udział w 10 badaniach (multicenter studies) dla oceny wyników leczenia operacyjnego i lekami niedokrwienia kończyn dolnych i tętniaków (np. ADSORB).

### Główne kierunki zainteresowań
Głównymi kierunkami zainteresowań były techniki otwarte i endowaskularne, przede wszystkim w leczeniu zwężeń tętnic szyjnych i zmian tętniakowatych aorty. Prospektywne badania porównawcze stentowania i operacji metodą ewersyjną zwężeń tętnic szyjnych wykazały z jednej strony podobne wyniki wczesne, ale z drugiej strony w wynikach odległych statystycznie znamienny wzrost obserwowanej częstotliwości zwężeń wtórnych po leczeniu endowaskularnym. Ocena znieczulenia przewodowego w chirurgii tętnic szyjnych była przedmiotem kolejnego prospektywnego i randomizowanego badania porównawczego tej metody ze znieczuleniem ogólnym, które w materiale własnym nie wykazało przewagi żadnej z badanych metod. Zostało to potwierdzone na większej liczbie chorych w badaniu europejskim (GALA-Study). Oceniano wartość różnych metod oceny niedokrwienia centralnego układu nerwowego w czasie zabiegu odtwórczego tętnic szyjnych związanego z czasowym ograniczeniem perfuzji mózgu spowodowanym zaciskiem naczyniowym na tętnicy szyjnej.
Rozwój technik wewnątrznaczyniowych w leczeniu tętniaków brzusznych, piersiowych, a później piersiowo-brzusznych, był przedmiotem nie tylko zainteresowań klinicznych, ale i badań naukowych. Wprowadził on metodę dwuczasowego zaopatrzenia rozległych tętniaków piersiowo-brzusznych dla zmniejszenia częstotliwości powikłań porażenia kończyn dolnych w wyniku niedokrwienia rdzenia kręgowego. Później badania jego zespołu skoncentrowały się na ewaluacji wywoływanych potencjałów ruchowych dla oceny zagrożenia niedowładem kończyn dolnych po ostatecznym i całkowitym wyłączeniu tętniaka z krwiobiegu.
Opracował wyniki odległe po zabiegach endowaskularnych i wzrastającą rolą badań ultrasonograficznych z użyciem kontrastu. Wiąże się to z lepszą oceną nie tylko morfologii, ale i funkcji narządów jamy brzusznej oraz ograniczeniem zastosowania promieni jonizujących, jak i kontrastów nefrotoksycznych w badaniach kontrolnych.
Wprowadzona przez niego metoda dwuczasowego zaopatrzenia rozległych tętniaków piersiowo-brzusznych dla zmniejszenia częstotliwości powikłań porażenia kończyn dolnych w wyniku niedokrwienia rdzenia kręgowego, której założenia opublikowane zostały w European Journal of Vascular and Enovascular Surgery w 2014 wyróżniona została jako Editor’s Choice.
Do największych osiągnięć można zaliczyć:
- odkrycie dotyczące zwiększonego prawdopodobieństwa wystąpienia objawowych wtórnych zwężeń tętnic szyjnych po leczeniu stentem endowaskularnym, w porównaniu do otwartej techniki chirurgicznej,
- wykazanie wyższości materiału własnego nad łatami z tworzyw sztucznych
- w eksperymentalnych zabiegach rekonstrukcyjnych tętnic szyjnych,
- wykazanie przewagi oceny ultrasonograficznej przepływu w tętnicy środkowej mózgu i ciśnienia wypływu wstecznego nad badaniem wywołanych potencjałów czuciowych jako metody oceny wydajności krążenia obocznego mózgu w czasie braku przepływu po stronie poddawanej endarterektomii,
- wykazanie że w porównaniu z metodą zachowawczą leczenia ostrych rozwarstwień aorty typu B zastosowanie stent-graftu wewnątrznaczyniowego po roku powoduje częstsze wykrzepianie światła rzekomego połączone ze zmniejszeniem jego średnicy, a jednocześnie poszerzenie światła prawdziwego,
- opracowanie metody zapobiegającej migracji stent-graftów poprzez zastosowanie śrubek wewnątrznaczyniowych,
- wprowadzenie metody operacji dwuczasowej w leczeniu stent-graftami tętniaków piersiowo-brzusznych w celu zmniejszenia ryzyka niedowładu kończyn dolnych po zabiegu,
- ocena możliwości i wyników leczenia wewnątrznaczyniowego tętniaków aorty piersiowo-brzusznej będących powikłaniami rozwarstwień[1].

Jest autorem lub współautorem 6 patentów mających praktyczne zastosowanie w chirurgii naczyniowej i endowaskularnej, uznawanych zarówno w Europie jak i USA.
Od początku powstania wspierał Polskie Towarzystwo Chirurgii Naczyniowej, a także w ich działalności Polskie Towarzystwo Angiologiczne i Polskie Towarzystwo Flebologiczne.
Aktywnie wspiera rozwój chirurgii naczyniowej w Polsce i w Europie, prowadząc wiele zajęć dydaktycznych dla lekarzy specjalizujących się w tej dziedzinie zarówno w formie kursów organizowanych przez towarzystwa naukowe, jak i zabiegów pokazowych wykonywanych w poszczególnych klinikach i oddziałach chirurgii naczyniowej, ze szczególnym uwzględnieniem nowych technik endowaskularnych leczenia chirurgicznego tętniaków. W 2014 roku był profesorem wizytującym w Klinice Chirurgii Śląskiego Uniwersytetu Medycznego w Katowicach prowadzonej przez prof. K. Ziaję oraz w 2015 r. w Klinice Chirurgii Uniwersytetu Medycznego im. Marcinkowskiego w Poznaniu, kierowanej przez prof. G. Oszkinisa, gdzie prowadził wykłady i ćwiczenia dla studentów oraz brał udział we wprowadzaniu zaawansowanych technik endowaskularnych leczenia tętniaków piersiowo-brzusznych.
Ma istotny udział we wprowadzaniu najnowszych technik endowaskularnych chirurgii tętniaków w Europie, a w szczególności w Polsce, projektując i pilotując implantację w licznych klinikach uniwersyteckich i szpitalach (w sumie 20) w Polsce, zwłaszcza na Oddziale Chirurgii Naczyniowej Szpitala im. Kopernika w Łodzi.
Był kierownikiem specjalizacji i wyszkolił 29 specjalistów chirurgii naczyniowej. Jest członkiem komisji egzaminacyjnej Bawarskiej Izby Lekarskiej w dziedzinie chirurgii naczyń.

## Odznaczenia
Odznaczony Odznaką za Zasługi Miasta Łodzi oraz Medalem 600-lecia Łodzi.
W 2012 roku z rąk Dziekana II Wydziału Lekarskiego Warszawskiego Uniwersytetu Medycznego otrzymał medal za promocję polskich uczelni medycznych w świecie.

## Członkostwa
Członkostwa honorowe:
- Polskie Towarzystwo Chirurgii Naczyniowej 2012
- Włoskie Towarzystwo Chirurgii Naczyniowej 2016
- Niemieckie Towarzystwo Chirurgii Naczyniowej 2017
- Klub Kardiochirurgów Polskich 2019

Członkostwa towarzystw naukowych:
- Polskie Towarzystwo Chirurgii Naczyniowej
- Polskie Towarzystwo Flebologiczne
- Polskie Towarzystwo Chirurgów
- Niemieckie Towarzystwo Chirurgów Naczyniowych
- Niemieckie Towarzystwo Chirurgów
- Niemieckie Towarzystwo Angiologiczne
- Austriackie Towarzystwo Chirurgii Naczyniowej
- Europejskie Towarzystwo Chirurgii Serca i Naczyń (ESCVS)